# دکتر رمانتیک
دکتر رمانتیک (انگلیسی: Dr. Romantic؛ کره‌ای: 낭만닥터 김사부) یک مجموعه تلویزیونی محصول کره جنوبی با بازی هان سوک کیو به عنوان شخصیت اصلی در کنار یو یون سوک، سو هیون جین در فصل یک، آن هیو سوپ، لی سونگ کیونگ و کیم جو هون در فصل دو و سه است. فصل اول از ۷ نوامبر ۲۰۱۶ تا ۱۶ ژانویه ۲۰۱۷، روزهای دوشنبه و سه‌شنبه ساعت ۲۲:۰۰ (کی‌اس‌تی) از اس‌بی‌اس پخش شد. فصل دوم از ۶ ژانویه تا ۲۵ فوریه ۲۰۲۰، روزهای دوشنبه و سه‌شنبه ساعت ۲۱:۴۰ (کی‌اس‌تی) پخش شد. فصل سوم از ۲۸ آوریل ۲۰۲۳، روزهای جمعه و شنبه ساعت ۲۲:۰۰ (کی‌اس‌تی) پخش شد. دکتر رمانتیک همچنین برای استریم در دیزنی پلاس، ویکی، و ویو در مناطق منتخب قابل دسترسی است.

## مرور کلی
| فصل | قسمت‌ها | قسمت‌ها | تاریخ اصلی روی آنتن رفتن | تاریخ اصلی روی آنتن رفتن | زمان پخش                          | میانگین آمار بینندگان (میلیون) |
| فصل | قسمت‌ها | قسمت‌ها | اولین بار                | آخرین بار                | زمان پخش                          | میانگین آمار بینندگان (میلیون) |
| --- | ------ | ------ | ------------------------ | ------------------------ | --------------------------------- | ------------------------------ |
| ۱   | ۲۱     | ۲۰     | ۷ نوامبر ۲۰۱۶            | ۱۶ ژانویه ۲۰۱۷           | دوشنبه–سه‌شنبه ساعت ۲۲:۰۰ (کی‌اس‌تی) | N/A                            |
| ۱   | ۲۱     | ویژه   | ۱۷ ژانویه ۲۰۱۷           | ۱۷ ژانویه ۲۰۱۷           | سه‌شنبه ساعت ۲۲:۰۰ (کی‌اس‌تی)        | N/A                            |
| ۲   | ۱۷     | ویژه   | ۳۰ دسامبر ۲۰۱۹           | ۳۰ دسامبر ۲۰۱۹           | دوشنبه ساعت ۲۱:۴۰ (کی‌اس‌تی)        | ۱٫۰۳۲                          |
| ۲   | ۱۷     | ۱۶     | ۶ ژانویه ۲۰۲۰            | ۲۵ فوریه ۲۰۲۰            | دوشنبه–سه‌شنبه ساعت ۲۱:۴۰ (کی‌اس‌تی) | ۳٫۸۰۹                          |
| ۳   | ۱۶     | ۱۶     | ۲۸ آوریل ۲۰۲۳            | ۱۷ ژوئن ۲۰۲۳             | جمعه–شنبه ساعت ۲۲:۰۰ (کی‌اس‌تی)     | ۲٫۵۴۵                          |

## بازیگران

### اصلی
- هان سوک کیو در نقش کیم سابو (استاد کیم) / بو یونگ جو
- یو یون سوک در نقش کانگ دونگ جو
  - یون چان یونگ در نقش جوانی کانگ دونگ جو
- سو هیون جین در نقش یون سو جونگ
  - شین یی جون در نقش جوانی یون سو جونگ
- آن هیو سوپ در نقش سو وو جین
- لی سونگ کیونگ در نقش چا اون جه
- کیم جو هون در نقش پارک مین گوک

## تولید

### فصل ۱
اولین جلسه فیلمنامه خوانی در ۱۳ سپتامبر ۲۰۱۶ در اس‌بی‌اس ایلسان پروداکشن استودیوز در گویانگ، استان گیونگ‌گی، کره جنوبی انجام شد. فیلم‌برداری در ۲۳ سپتامبر آغاز شد.

### فصل ۲
اولین جلسه فیلمنامه خوانی در سپتامبر ۲۰۱۹ در اس‌بی‌اس ایلسان پروداکشن استودیوز در گویانگ، استان گیونگ‌گی، کره جنوبی انجام شد.
بازیگران هان سوک کیو، کیم هونگ پا، جین کیونگ، ایم وون هی، بیون وو مین، کیم مین جه، چوی جین هو، جانگ هیوک جین، یانگ سه جونگ، لی گیو هو و یون نا مو همان نقش‌های قبلی در فصل یک را در این فصل ایفا کردند.

### فصل ۳
در سپتامبر ۲۰۲۱، اعلام شد که تولید فصل ۳ در اواخر سال ۲۰۲۱ آغاز خواهد شد اما فیلم‌برداری به دلیل برنامه زمانی یکی از بازیگران و دنیاگیری کووید-۱۹ به تعویق خواهد افتاد. فیلم‌برداری فصل ۳ با هدف پخش در نیمهٔ اول سال ۲۰۲۳ آغاز شد.
حضور گروه بازیگران هان سوک کیو، آن هیو سوپ، لی سونگ کیونگ، بیون وو مین، جونگ جی آن، ایم وون هی، جین کیونگ، سو جو یون، یون نا مو، کیم مین جه، شین وونگ ووک، یون بو را، لی شین یونگ و لی هونگ نه برای بازی در فصل ۳ تأیید شد.